# Yuxarı Tahircal
Yuxarı Tahircal (ryska: Юхары-Таирджал) är en ort i Azerbajdzjan.   Den ligger i distriktet Qusar Rayonu, i den norra delen av landet, 190 km nordväst om huvudstaden Baku. Yuxarı Tahircal ligger 991 meter över havet och antalet invånare är 486.
Terrängen runt Yuxarı Tahircal är kuperad åt nordost, men åt sydväst är den bergig. Närmaste större samhälle är Düztahir, 7,7 km sydost om Yuxarı Tahircal. 
Trakten runt Yuxarı Tahircal består i huvudsak av gräsmarker. Runt Yuxarı Tahircal är det ganska glesbefolkat, med 48 invånare per kvadratkilometer.